# Robelis Despaigne
Robelis Despaigne Sanquet (Santiago de Cuba, 9 de agosto de 1988) é um taekwondista cubano.
Robelis Despaigne competiu nos Jogos Olímpicos de 2012, na qual conquistou a medalha de bronze.